# Apprentissage par cœur

Un tableau de Nikolaos Gysis de 1883, « apprendre par cœur ».

L'apprentissage par cœur ou par cœur est une technique de mémorisation basée sur la répétition. L'idée est que plus l'individu répète une notion, plus il va rapidement être en mesure de rappeler celle-ci. Certaines des alternatives à l'apprentissage par cœur comprennent l'apprentissage par le sens, l'apprentissage associatif, et l'apprentissage actif.

## Utilisations et critiques
La méthode du par cœur est couramment utilisée lorsqu'une mémorisation rapide est nécessaire, comme lors de l'apprentissage d'un texte ou la mémorisation d'un numéro de téléphone.
L'apprentissage par cœur est largement utilisé dans la maîtrise des connaissances fondamentales. Par exemple, des notions scolaires pour lesquelles l'apprentissage par cœur est fréquemment utilisé comprennent l'acquisition de la phonétique en lecture, du tableau périodique des éléments en chimie, les tables de multiplication en mathématiques, l'anatomie en médecine, les causes ou les statuts de loi, les formules de base dans toutes les sciences etc. Par définition, l'apprentissage par cœur évite dans une certaine mesure la compréhension de la notion, de sorte que pris seul, il est un outil inefficace dans la maîtrise d'un sujet complexe à un niveau avancé. Par exemple, une illustration de l'apprentissage par cœur peut être observée dans la révision accélérée d'examens, technique communément appelée « bachotage ».
L'apprentissage par cœur est parfois décrié avec l'emploi de terme comme technique du perroquet, technique de régurgitation, bourrage de crâne, car l'individu qui a suivi un apprentissage par cœur peut donner la fausse impression d'avoir compris ce qu'il a restitué. Il est fortement déconseillé par de nombreux nouveaux programmes d'enseignement. Par exemple, les normes d'enseignement en sciences et en mathématiques aux États-Unis mettent l'accent sur l'importance de la compréhension en profondeur plutôt que sur le simple rappel des faits, bien que les défenseurs de l'éducation traditionnelle aient critiqué ces nouvelles normes américaines comme méprisant l'apprentissage des concepts fondamentaux et de l'arithmétique élémentaire, et de remplacer le contenu par un processus d'acquisition de compétences.
En mathématiques et en sciences, le par cœur est souvent utilisé, par exemple pour mémoriser des formules. Il y a une meilleure compréhension si l'élève s'exerce à mémoriser une formule à travers la réalisation d'exercices plutôt que s'il apprend seulement la formule. Des normes d'enseignement plus récentes recommandent souvent que les élèves démontrent des formules afin de mieux les comprendre. Rien n'est plus rapide que l'apprentissage par cœur, si la formule doit être apprise rapidement pour un test imminent, le par cœur peut alors être utile pour retenir une notion déjà comprise par la mémoire. Cependant, les étudiants qui apprennent par compréhension sont en mesure de transférer leurs connaissances à des tâches nécessitant la résolution de problèmes avec davantage de succès que ceux qui apprennent seulement par cœur.

## Par pays et culture
Ce système d'apprentissage est largement utilisé dans les écoles notamment au Brésil, où Richard Feynman l'a fortement critiqué, en Chine, en Inde, au Pakistan, en Malaisie, à Singapour, au Japon, en Roumanie, Italie, Corée du Sud, Turquie, à Malte et en Grèce[réf. nécessaire]. Xiaping Li (2006) a étudié les effets de l'apprentissage par cœur dans l'apprentissage d'une seconde langue à Taiwan. Il relève que les apprenants chinois considèrent fortement que la tradition de l'apprentissage par cœur fait comme partie intégrante de leur culture.
À Singapour, le gouvernement tente de s'éloigner de l'apprentissage par cœur, au moins pour les élèves les plus doués, à travers l'introduction du Programme Intégré[réf. nécessaire].